# Patrick Carrigan

a Compétitions nationales et continentales officielles uniquement.

b Matchs officiels uniquement.
Patrick Carrigan, né le 1er janvier 1998 à Brisbane, est un joueur australien de rugby à XIII évoluant au poste de pilier ou de troisième ligne dans les années 2010 et 2020.
Natif de Brisbane, il y passe sa jeunesse. Formé aux deux rugby (13 et 15), il opte pour le rugby à XIII. Il joue en juniors avec les Easts Tigers puis intègre le club de National Rugby League des Brisbane Broncos devenant à 21 ans titulaire. Titulaire au sein de ce club, il dispute notamment une finale perdue en 2023 face aux Penrith Panthers.
Parallèlement, il prend part à de nombreuses rencontres au « State of Origin », dans la sélection du Queensland, dont il sort victorieux à deux reprises en 2022 et 2023. Enfin, il connaît également des sélections avec l'équipe d'Australie remportant notamment la Coupe du monde lors de l'édition 2022.

## Palmarès
- Collectif : 
  - Vainqueur  de la Coupe du monde : 2022 (Australie).
  - Vainqueur du State of Origin : 2022 et 2023 (Queensland).
  - Finaliste de la National Rugby League : 2023 (Brisbane).

- Individuel :
  - Elu meilleur troisième ligne de la National Rugby League : 2023 (Brisbane).
  - Élu meilleur joueur du State of Origin : 2022 (Queensland).

### Détails en club
| Saison | Saison           | Championnat | Championnat | Championnat | Championnat | Championnat | Championnat | Championnat | State of Origin | State of Origin | State of Origin | State of Origin | State of Origin | State of Origin | State of Origin | Sélection | Sélection | Sélection | Sélection | Sélection | Sélection | Sélection |
| Saison | Saison           | Comp.       | Class.      | M           | Pts         | Ess.        | Buts        | Dp.         | Ed.             | Rés.            | M               | Pts             | Ess.            | Buts            | Dp.             | Compet.   | M         | Pts       | Ess.      | Buts      | Dp.       |           |
| ------ | ---------------- | ----------- | ----------- | ----------- | ----------- | ----------- | ----------- | ----------- | --------------- | --------------- | --------------- | --------------- | --------------- | --------------- | --------------- | --------- | --------- | --------- | --------- | --------- | --------- | --------- |
| 2019   | Brisbane Broncos | NRL         | 1er tour    | 19          | -           | -           | -           | -           |                 |                 |                 |                 |                 |                 |                 |           |           |           |           |           |           |           |
| 2020   | Brisbane Broncos | NRL         | 16e         | 19          | -           | -           | -           | -           |                 |                 |                 |                 |                 |                 |                 |           |           |           |           |           |           |           |
| 2021   | Brisbane Broncos | NRL         | 14e         | 8           | -           | -           | -           | -           |                 |                 |                 |                 |                 |                 |                 |           |           |           |           |           |           |           |
| 2022   | Brisbane Broncos | NRL         | 9e          | 14          | -           | -           | -           | -           | 2022            | Vainqueur       | 3               | -               | -               | -               | -               | CM        | 5         | -         | -         | -         | -         |           |
| 2023   | Brisbane Broncos | NRL         | Finaliste   | 23          | 8           | 2           | -           | -           | 2023            | Vainqueur       | 3               | -               | -               | -               | -               |           | 2         | -         | -         | -         | -         |           |
| 2024   | Brisbane Broncos | NRL         | 12e         | 22          | 8           | 2           | -           | -           | 2024            | Perdant         | 3               | -               | -               | -               | -               |           | 3         | -         | -         | -         | -         |           |
| 2025   | Brisbane Broncos | NRL         |             | 5           | -           | -           |             |             |                 |                 |                 |                 |                 |                 |                 |           |           |           |           |           |           |           |